# ترنيمة إلى الحرية
ترنيمة إلى الحرية (باليونانية: Ὕμνος εἰς τὴν Ἐλευθερίαν)‏ هي قصيدة كتبها ديونيسيوس سولومو في عام 1823 ومكونة من 158 موشحات، وهو نشيد اليونان الوطني. وتم اعتماده في عام 1865 و بعدها بحوالي مائة عام تم اعتماده من دولة قبرص كنشيد وطني لها أيضا في عام 1966.